# Albert Maltz

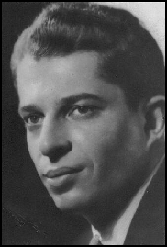
Albert Maltz

Albert Maltz (* 28. Oktober 1908 in New York City; † 26. April 1985 in Los Angeles) war ein US-amerikanischer Schriftsteller und Drehbuchautor. Er war politisch auf der Linken engagiert und gehörte seit 1935 der Kommunistischen Partei der USA (CPUSA) an. In der Zeit der Kommunistenverfolgung der McCarthy-Ära gehörte er zu den Hollywood Ten und ging für seine Überzeugung ins Gefängnis.

## Biografie
Der in Brooklyn, New York, geborene Sohn eines aus Osteuropa eingewanderten Bauunternehmers jüdischer Herkunft besuchte die Columbia-Universität, die er 1930 mit  Auszeichnung und als Phi Beta Kappa Mitglied abschloss, gefolgt von einem zweijährigen Graduiertenstudium bei George Pierce Baker an der Yale School of Drama. Ein erstes Broadway-Theaterstück, eine Gemeinschaftsarbeit, entstand noch in seiner Studienzeit. Anfang der 1930er Jahre schrieb er als Theaterautor für die fortschrittliche Theatre Union, die 1934 sein Antikriegsstück Peace on Earth aufführte. Für das Group Theatre entstand 1935 Black Pit, (Schwarze Grube), das im Kohlerevier Westvirginias spielte. 1932 verfasste er sein erstes Drehbuch für Hollywood, basierend auf dem Theaterstück Merry-Go-Round aus demselben Jahr. Maltz wurde 1935 Mitglied der CPUSA. 1937 heiratete er Margaret Lankin, die er an der Theatre Union kennengelernt hatte. Von 1937 bis 1941 unterrichtete Maltz an der New York University School of Adult Education in seinem Fach, dem Schreiben von Bühnenstücken.
Für die in Harper's Magazine publizierte Kurzgeschichte The Happiest Man on Earth (Der glücklichste Mensch der Welt) erhielt er 1938 den O.-Henry-Preis. 1942 arbeitete er am Film  Casablanca mit.  Sein erster Roman, The Underground Stream (Der unterirdische Strom) war eine schematische Darstellung des Klassenkampfes in Detroit. 1944 erschien sein wohl bester Roman, The Cross and the Arrow (Das Kreuz und der Pfeil). 1946 gewann Maltz einen Academy Award für sein Drehbuch des Dokumentarfilms The House That I Live In und im selben Jahr wurde seine Arbeit für den klassischen Kriegsfilm Pride of the Marines in der Kategorie Bestes adaptiertes Drehbuch für den Oscar nominiert. Auf diesen Höhepunkt folgte der jähe Absturz: Wie neun andere unfriendly, also nicht kooperationswillige Zeugen berief sich Maltz in der Anhörung des Komitees für unamerikanische Umtriebe am 28. Oktober 1947 auf den Ersten Verfassungszusatz und verweigerte jegliche Aussage. Die Hollywood Ten wurden zu Geld- und Haftstrafen verurteilt und kamen wie viele kommunistische und linke Drehbuchautoren, Regisseure, Schauspieler und Filmtechniker in dieser  McCarthy-Ära auf schwarze Listen der Filmstudios. In Hollywood konnten sie allenfalls unter Pseudonym arbeiten. Maltz ging nach Verbüßung der Haftstrafe (Juni 1950 bis April 1951) mit seiner Familie ins mexikanische Exil, wo er bis 1962 als freier Schriftsteller lebte. Die Ehe wurde 1963 geschieden. 1964 heiratete er Rosemary Wylde, die 1968 verstarb. Im darauf folgenden Jahr schloss er mit Esther Engelberg seine dritte Ehe. Er hatte zwei Kinder, Peter und Katherine, aus seiner ersten Ehe. 1997 beschloss die Writers Guild of America den in der Zeit der Blacklist verleugneten Autoren wieder zu Recht und Anerkennung zu verhelfen. Maltz verstarb am 26. August 1985 in Los Angeles nach einem wiederholten Schlaganfall.

## Ausgewählte Werke
Romane
- The Underground Stream. Boston 1940. Auf Deutsch als:

Der unterirdische Strom : Ein historischer Roman von einem Augenblick des amerikanischen Winters. Dietz, Berlin-Ost 1949.
- The Cross and the Arrow. Boston 1944. Auf Deutsch als:

Das Kreuz und der Pfeil. Dietz, Berlin-Ost 1949.
- The Journey of Simon McKeever. Boston 1949. Auf Deutsch als:

Die Reise des Simon McKeever. Dietz, Berlin-Ost 1950
- A Long Day in a Short Life. New York 1956. Auf Deutsch als:

Ein langer Tag in einem kurzen Leben. Dietz, Berlin-Ost 1957. Reflektiert seine Gefängniserfahrung.
- A Tale of One January. (1966). Nicht in den USA, nur in England erschienen.

Erzählungen
- Man on a Road. In: New Masses (1935)
- Seasons of Celebration (Novelle)
- The Happiest Man on Earth. In: Harper's Magazine. 1. Preis Beste Kurzgeschichte, O. Henry Memorial Award.
- The Way Things Are (So ist das Leben), Sammelband (1938).
- Afternoon in the Jungle. (1971)

Essays
- What Shall We Ask of Writers? In: New Masses (1946). Deutliche Kritik an der Kulturpolitik der KP mit parteiintern äußerst unangenehmen Folgen für Maltz.
- The Citizen Writer (Mitbürger Schriftsteller. Beiträge zur Verteidigung der wahren amerikanischen Kultur). Sammelband (1950).

## Theaterstücke
- 1932: Merry-Go-Round. 1932 in den USA als Afraid to Talk, in der DDR 1955 als Hotelboy Ed Martin verfilmt.
- 1934: Peace on Earth. Mit George Sklar, Regie: Robert B. Sinclair, Produktion: The Theatre Union. 44th Street Theatre, Broadway, 18 Aufführungen, 31. März – 17. April 1934.
- 1935: Black Pit
- 1935: Soldat Hicks

## Filmografie
Drehbuch
- 1942: Die Narbenhand (This Gun for Hire)
- 1942: Разгром немецких войск под Москвой – Kommentar in englischer Version Moscow Strikes Back
- 1943: Bestimmung Tokio (Destination Tokio)
- 1943: Seeds of Freedom
- 1945: Solange ein Herz schlägt (Mildred Pierce) – ohne Namensnennung
- 1945: The House I Live In
- 1945: Pride of the Marines
- 1946: Im Geheimdienst (Cloak and Dagger)
- 1947: The Red House – ohne Namensnennung
- 1948: Stadt ohne Maske (The Naked City)
- 1950: Der gebrochene Pfeil (Broken Arrow) – ursprünglich dem Strohmann Michael Blankfort zugeschrieben
- 1953: Das Gewand (The Robe) – ursprünglich ohne Namensnennung
- 1967: Duell der Gringos (The Last Challenge)
- 1969: Ein Fressen für die Geier (Two Mules for Sister Sara)
- 1971: Betrogen (The Beguiled) – als John B. Sherry
- 1973: Scalawag
- 1974: Hangup – als John B. Sherry